# Yakada Doliya
Yakada Doliya era el nom donat a una consort secundària del rei de Ceilan.
La Yakada Doliya era inferior en rang a les Ran Doliya (que solien ser tres) i era considerada una esposa secundària i que sempre pertanyia a la casta Goigama, la més elevada de Ceilan, però no a una casa reial.